# Sinfonía en re menor, de Juan Crisóstomo de Arriaga

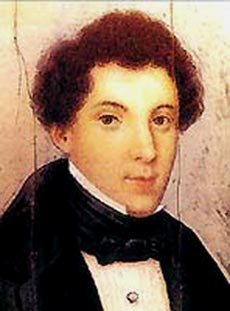
Juan Crisóstomo de Arriaga

La Sinfonía en re menor es una de las obras más paradigmáticas y representativas del legado artístico de Juan Crisóstomo de Arriaga. Como toda su vida y obra, existen varios aspectos que no se han podido documentar en su totalidad y por tanto, son objeto de múltiples teorías para la musicología. Aunque no se conoce con certeza el año exacto de su composición, se enmarca hacia 1824, momento en el que Arriaga se encontraba en Francia, en plena etapa parisina.

## Sinfonía en Re para Gran Orquesta
Lo primero que creemos necesario aclarar es el nombre y la tonalidad en la que está escrita ya que ambos datos sufren una controversia entre diferentes fuentes. En muchas programaciones o artículos se ha visto escrito Sinfonía en Re para gran orquesta (sin especificar si el modo es mayor o menor) y entre paréntesis Sinfonía a gran orquesta, c. 1824, aportando el año que anota Joaquín Pérez de Arriaga (familiar del compositor) en el catálogo publicado en Scherzo en el 2006.
La denominación para gran orquesta no está del todo asegurada como decisión del compositor. Sí que es cierto que se trata de una obra en cuatro movimientos pero ni sus dimensiones ni la magnitud de su orquestación corresponderían a usar dicha denominación. Si atendemos a la información que nos proporcionan algunas fuentes visuales de la época, el tamaño de la orquesta sinfónica del Conservatorio de París (que es la orquesta que supuestamente estrenó la obra) no superaba los 30 o 40 músicos, por lo que la magnitud de la orquesta no correspondería con una "gran orquesta". Por otro lado, en la única partitura original que se conserva de la obra (que son las partichelas), está escrito la palabra Simphonie y debajo la matización à grand Orchestre. Presentan caligrafías diferentes (Simphonie con una letra muy cuidada y más grande que lo demás) y muchos estudiosos sopesan la posibilidad de que no todo haya sido escrito por Juan Crisóstomo.
En cuanto a la tonalidad principal en la que está compuesta la sinfonía, también hay dudas. En este caso, siguiendo una lectura de Víctor Estapé y Aurelio M. Seco la sinfonía está en la tonalidad de Re menor, por mucho que la introducción en Re mayor. pueda despistar.

«La introducción del primer movimiento, que está escrita en re mayor, ha sido la culpable de que muchos hagan extensible su tonalidad al
resto de la obra, al igual que la fluctuación entre ambos modos que se da en algún momento más de la partitura, y que la obra concluye
en re mayor, un recurso típico. Si alguien con conocimientos superficiales de análisis observa el principio y final de la sinfonía,
seguramente creerá que estamos ante un claro re mayor, pero si simplemente se hubiera molestado en echar un somero vistazo a toda
la partitura, enseguida aparecería la verdadera tonalidad.»
Aurelio M. Seco

## Primera interpretación y ediciones
Según José Antonio Gómez desconocemos la fecha exacta en que Arriaga escribió su sinfonía (se enmarca aproximadamente hacia 1824) pero la primera interpretación tuvo lugar en 1888. También hubo diferentes ediciones pero no se tiene mucha información al respecto. La primera edición de la partitura tenía el primer movimiento y el cuarto movimiento acortados (editada en 1933) y también sabemos que en 1945 se produjeron ciertas modificaciones de la edición que existía en el momento. Por todo ello, se han publicado cuatro ediciones críticas de la Sinfonía en re menor de Juan Crisóstomo de Arriaga: la del ICCMU (Instituto Complutense de Ciencias Musicales), la publicada por la editorial Tritó, la editada por la Fundación Aguirre con asesoría musical de Abili Fort (al cumplirse en 2006 el segundo centenario del nacimiento de Juan Crisóstomo de Arriaga, la Fundación Vizcaína Aguirre acometió el proyecto de publicar la obra íntegra del músico) y la de la editorial estadounidense KALMUS (Edwin F. Kalmus). Actualmente, conocemos que en Estados Unidos Laurine Celeste Fox (directora de orquesta estadounidense) se encuentra trabajando en una edición propia.

«Desconocemos la fecha exacta en que Arriaga escribió su sinfonía […] La primera interpretación de que se tenga [sic] noticia tuvo lugar en 1888, pero la primera edición de la partitura –con el primero y cuarto tiempos mutilados (170 compases en aquél y 30 en éste)- no fue editada hasta 1933 por la Comisión Permanente Arriaga, de Bilbao.»
José Antonio Gómez

## Orquestación, estructura y análisis general
La Sinfonía en re menor de Arriaga está escrita para dos flautas, dos oboes, dos clarinetes en Si, dos fagotes, dos trompas en Fa, dos trompetas en Re, timbal y cuerda, y estructurada en los cuatro movimientos característicos del género de la sinfonía en el siglo XIX: el primer movimiento Allegro escrito en forma sonata precedido de una introducción (Adagio); el segundo tiempo más lento (Andante); el tercer movimiento Minuetto (Allegro) y el cuarto y último Allegro con moto, seguramente de la música más inspirada y destacable del compositor.
La Sinfonía es a primera vista una obra más razonada y conservadora que los Tres Cuartetos. El compositor vuelve de nuevo sobre la forma sonata, diseño con el que experimenta de manera constante. Por otro lado, es una obra que ejemplifica de la mejor manera el poder generativo de los materiales temáticos que utiliza el compositor.
- I – Adagio. Allegro vivace

Se inicia el movimiento con un Adagio introductorio en Re M bastante extenso que no tiene ninguna función preparatoria auditivamente y a través de varias modulaciones nos conduce a un oscuro e inesperado Re m . Dicho Adagio surte de motivos al Allegro Vivace que sigue y gesta un motivo descendente de tres notas que unifica temáticamente la obra. Ya de lleno en el Allegro Vivace, hay un breve preludio que da pie al primer tema (con contraposición de 2 ideas solo-piano / tutti-forte). En la transisción al segundo tema (escrito en la tonalidad de Fa M) intervienen conjuntamente elementos del Adagio inicial y del tema principal. La sección del desarrollo se inicia con un nuevo tema en Sol m y gira en torno al proceso imitativo entre diferentes instrumentos de viento. Balanceándose desde la tonalidad principal (Sol m) a Do m y Re m, el motivo principal del desarrollo vive diferentes variaciones, imitaciones, trasnposiciones y acompañamientos hasta que una sucesión de acordes de los vientos, nos conducen a la segunda parte del desarrollo en Sib M. En este punto, parte de cierta insistencia como recordatorio del segundo tema y a continuación hay un desarrollo del mismo hasta transformarlo totalmente (tonalidad de Sib M y nueva instrumentación). Seguidamente, regresamos a Re m y se inicia la reexposición con el primer tema y después con el segundo tema (esta vez también en Re m). Se llega a la idea conclusiva en Re M como resolución pero Arriaga da un último giro armónico y nos lleva de vuelta a Re m con el motivo principal y la stretta final.
- II - Andante

Comienza con un tema en unísono de las cuerdas en La M de carácter noble que es respondida por una melodía que protagonizan los oboes. Hay indicios de que este tema pudiera estar inspirado en Mozart y también podría recordar al Andantino Pastorale de su Tercer Cuarteto, en ambos casos comparten el carácter y la atmósfera. El segundo tema (Mi M) es introducido por los violines, caracterizado por un bajo Alberti desde los graves y una melodía fluida, simple y periódica. Es un momento en el que no hay un lenguaje especialmente nuevo para el compositor sino que, por el contrario, es propio de Arriaga así como del lenguaje de su tiempo. La sección de desarrollo es más agitada armónicamente con reelaboraciones del material utilizado anteriormente. Tras recordar el tema inicial, las modulaciones a Si m y La M enlazan con la recapitulación, que vuelve el tema inial y el segundo tema en La M, tonalidad que se mantiene principalmente hasta el final del movimiento.
- III – Menuetto: Allegro

El Minuetto es un movimiento de escasa duración, que sigue la estructura típica del género, según el esquema ABA. Siendo la parte B o Trío de carácter contrastante y, en esta caso, bastante desarrollada. Se inicia en Re M, que modula a la dominante y seguidamente aparece la idea contrastante en Si m y Sol M. La idea inicial se elabora en Sol M y después vuelve a Re M. Es un ejemplo de la utilización de ritmos de danza de forma elegante, con temas muy simples y poco ornamentados. Corresponde a un esquema formal binario pero es sorprendente la direccionalidad que nos conduce a través del movimiento con la escritura cromática y los contrastes. El trío, enmarcado en una estructura binaria, tiene como protagonista a la flauta, que interpreta una línea melódica en Re M muy sencilla y delicada acompañada por un tenutto de las cuerdas y con una frase central a cargo del oboe hasta la reexposición del trío y el da capo final.
- IV – Allegro con moto

Es sin duda el más popular de los cuatro, debido fundamentalmente a la belleza de su tema principal, una sencilla sucesión de I-IV-V-I que Arriaga dibujó con gran naturalidad e inspiración melódica. Comienza con la frase inicial en Re m y una transición modulante a Fa M que nos lleva hasta el segundo tema, en esa misma tonalidad. Sigue con dos frases, contrastante y complementaria (Lab M) hasta regresar conclusivamente a Fa M. Llegamos al desarrollo central con procesos modulantes y elaboraciones polofónicas hasta volver a Re m y iniciarse la reexposición reafirmando el inicial Re m pero dando un giro al segundo tema en Re M. Se mantiene hasta el final la tonalidad de Re M, apareciendo variaciones del motivo del Adagio introductorio justo antes de la cadencia final de la obra, proporcionando unificación y redondez a la obra en su conjunto. Respecto a la naturaleza del tema inicial del último movimiento, encontramos cierto paralelismo con la melodía del principio del primer movimiento (tras la introducción) de la Sinfonía Trágica de Schubert. Una melodía recuerda a la otra, aunque hay que hacer notar que formalmente estamos ante estructuras armónicas diferentes. Si tomamos como referencia el catálogo elaborado por Joaquín Pérez de Arriaga, Schubert compuso su sinfonía con 19 años (1816) y Arriaga con 18 (1824) y justifica el parecido con el espíritu propio de la época.

«Dejar sentados los años de retraso o adelanto [...] que nuestro Arriaga llevaba con respecto a un lenguaje que se
había quedado fotografiado cincuenta años atrás. [...] La música de Arriaga hay que enfocarla sobre, desde y en la
imagen de su propio tiempo [...] si por algún motivo se amolda mejor al lenguaje del pasado.»
Joaquín Pérez de Arriaga